# Bootanelleus nonvitta
Bootanelleus nonvitta är en stekelart som först beskrevs av Girault 1938.  Bootanelleus nonvitta ingår i släktet Bootanelleus och familjen gallglanssteklar. Inga underarter finns listade.